# Peter Lundgren
Hans Peter Lundgren (29. ledna 1965 Gudmundrå – 22. srpna 2024) byl švédský tenisový trenér a profesionální tenista, který se na okruhu pohyboval v letech 1983–1996. V rámci ATP Tour získal tři tituly ve dvouhře a tři ve čtyřhře. Grandslamové finále si zahrál v mužské čtyřhře Australian Open 1988, kde spolu s Jeremym Batesem nestačili na americký pár Rick Leach a Jim Pugh.
Na žebříčku ATP byl ve dvouhře nejvýše klasifikován v prosinci 1985 na 25. místě a ve čtyřhře pak v listopadu 1990 na 36. místě.
Ve švédském daviscupovém týmu debutoval v roce 1990 prvním kolem Světové skupiny proti Finsku, v němž dopomohl k hladké výhře 5:0 vítězstvím ve čtyřhře po boku Stefana Edberga. V soutěži nastoupil ke dvěma mezistátním utkáním s bilancí 0–0 ve dvouhře a 1–1 ve čtyřhře, když byl celkově čtyřikrát nominován do výběru.
V roce 1987 byl vyhlášen tenistou s největším zlepšením na okruhu ATP Tour.
Trpěl cukrovkou 2. typu. V roce 2023 mu byla amputována levá noha. Zemřel 23. srpna 2024 ve věku devětapadesáti let.

## Tenisová kariéra
Lundgren patřil ke druhé generaci švédských tenistů otevřené éry spolu s Matsem Wilanderem, Stefanem Edbergem, Joakimem Nyströmem, Andersem Järrydem, Henrikem Sundströmem, Hansem Simonssonem a Kentem Carlssonem, kteří vstoupili do profesionálního tenisu, jakožto nástupci světové jedničky a legendy Björna Borga. V osmnácti letech opustil Sundsvall a tenisovou kariéru dále rozvíjel ve švédské metropoli Stockholmu.
Sezónu 1984 zakončil na 274. místě žebříčku ATP. Následoval největší meziroční skok o 249 příček, když následující sezónu 1985 završil již na 27. pozici světové klasifikace. Na konci října 1985 vyhrál premiérový turnaj kariéry, když do hlavní soutěže předposledního ročníku Grand Prix v Kolíně nad Rýnem postoupil z kvalifikace. Na cestě do finále si 20letý Švéd poradil s Wojtekem Fibakem, Goranem Prpićem, Jeremym Batesem a Timem Wilkinsonem. V bitvě o titul zdolal indického hráče Rameše Krišnana. Po výhře byl díky podobnosti švédské legendě v talentu a dlouhým vlasům vzýván jako „nový Björn Borg“, který se také stal jeho občasným sparingpartnerem. Na žebříčku dosáhl maxima v prosinci 1985, kdy mu patřila 25. příčka. Ovšem díky zlaté éře švédského tenisu, která vygenerovala silnou generaci hráčů, byl v dané chvíli až sedmým nejlepším švédským mužem, když před ním figurovali Mats Wilander, Stefan Edberg, Anders Järryd, Joakim Nyström, Henrik Sundström a Jan Gunnarsson. Na nejvyšší grandslamové úrovni se ve dvouhře nejdále probojoval do osmifinále Wimbledonu 1989, kde ve čtyřech setech nestačil na světovou jedničku Ivana Lendla. Naopak ve čtvrtfinále turnaje SAP Open v San Franciscu československého tenistu zdolal poměrem 6–3, 4–6 a 7–6 a po výhře nad Jimym Pughem si připsal titul.
O zlaté éře prohlásil: „Měli jsme čtrnáct tenistů v první stovce (a nezapomínejte na velikost švédské populace, která tento výkon umocňuje)“. Během své aktivní kariéry zaznamenal vítězství nad světovými jedničkami, jakými byli Ivan Lendl, Mats Wilander, Jim Courier, Thomas Muster a Pete Sampras nebo výhru nad druhým hráčem Michaelem Changem. Nedostatkem byla jeho nevyrovnaná forma, o níž se vyjádřil: „Bylo to trochu jako na houpačce. Když jsem někdy ztratil motivaci, byl jsem schopen nečekaně prohrát s níže postaveným hráčem.“ Poslední zápas na okruhu ATP odehrál ve třiceti letech proti Slovákovi Karolu Kučerovi na kodaňském turnaji Copenhagen Open 1995. Následně se stal trenérem.

## Trenérská kariéra
Po ukončení aktivní dráhy začal v roce 1996 trénovat Chilana Marcela Ríose, kterému pomohl do první světové desítky. Oba se rozešli poté, co trenér o hráči prohlásil, že „potřebuje víc psychologa než kouče“. Následně byl zaměstnán u Švýcarské tenisové federace, kde se staral o juniory. Jeho svěřencem se stal Roger Federer, jenž v roce 1999 ukončil spolupráci s Australanem Petrem Carterem. Lundgren jej trenérsky vedl mezi lety 2000 až 2003.
Poté převzal koučing ruského hráče Marata Safina, kterému dopomohl k titulu na Australian Open 2005. Dvojice se rozešla v srpnu 2006. Následující měsíc bylo oznámeno, že další dva roky bude působit u britského daviscupového týmu.
Neplacené volno od Britského tenisového svazu dostal v červnu 2007. Během sezóny 2008 se převážně staral o nemocného otce. Později vyjádřil zájem se k britskému družstvu vrátit. V sezóně 2008 navázal spolupráci s Kypřanem Marcosem Baghdatisem a v únoru 2009 se stal koučem bulharské naděje Grigora Dimitrova. Poté vedl švýcarského tenistu Stanislase Wawrinku, než se v září 2011 rozešli.

## Finálové účasti na turnajích ATP World Tour
| Legenda (před/od 2009)                                            |
| D – dvouhra; Č – čtyřhra                                          |
| Grand Slam (0–1 Č)                                                |
| Tennis Masters Cup / ATP World Tour Finals (0–0)                  |
| ATP Masters Series / ATP World Tour Masters 1000 (0–1 Č)          |
| ATP International Series Gold / ATP World Tour 500 (0–1 D; 1–0 Č) |
| ATP International Series / ATP World Tour 250 (3–2 D; 2–5 Č)      |

### Dvouhra: 6 (3–3)
| Stav      | Č. | Datum             | Turnaj                   | Povrch    | Soupeř ve finále | Výsledek      |
| --------- | -- | ----------------- | ------------------------ | --------- | ---------------- | ------------- |
| Vítěz     | 1. | 27. října 1985    | Kolín nad Rýnem, Německo | tvrdý (h) | Rameš Krišnan    | 6–3, 6–2      |
| Vítěz     | 2. | 30. srpna 1987    | Rye Brook, USA           | antuka    | John Ross        | 6–7, 7–5, 6–3 |
| Vítěz     | 3. | 3. října 1987     | San Francisco, USA       | koberec   | Jim Pugh         | 7–6, 6–1      |
| Finalista | 1. | 6. listopadu 1988 | Stockholm, Švédsko       | tvrdý (h) | Boris Becker     | 4–6, 1–6, 1–6 |
| Finalista | 2. | 16. července 1989 | Newport, USA             | tráva     | Jim Pugh         | 4–6, 6–4, 2–6 |
| Finalista | 3. | 19. srpna 1990    | Indianapolis, USA        | tvrdý     | Boris Becker     | 3–6, 4–6      |

### Čtyřhra: 10 (3–7)

#### Vítěz
| Č. | Datum | Turnaj                   | Povrch | Spoluhráč      | Finalisté                  | Výsledek      |
| -- | ----- | ------------------------ | ------ | -------------- | -------------------------- | ------------- |
| 1. | 1986  | Tel Aviv, Izrael         | tvrdý  | John Letts     | Christo Steyn Danie Visser | 6–3, 3–6, 6–3 |
| 2. | 1988  | Newport, USA             | tráva  | Kelly Jones    | Scott Davis Dan Goldie     | 6–3, 7–6      |
| 3. | 1990  | Sydney Indoor, Austrálie | tvrdý  | Broderick Dyke | Stefan Edberg Ivan Lendl   | 6–2, 6–4      |